# Khama Worthy
Khama Worthy (Pittsburgh, 15 de outubro de 1986) é um lutador americano de artes marciais mistas, atualmente competindo na divisão leve do Ultimate Fighting Championship.

## Carreira no MMA

### Ultimate Fighting Championship
Worthy fez sua estreia no UFC em 17 de agosto de 2019 contra Devonte Smith no UFC 241: Cormier vs. Miocic 2. Ele venceu por nocaute técnico no primeiro round.
Sua segunda luta veio em 27 de junho de 2020 contra Luis Peña no UFC Fight Night: Poirier vs. Hooker. Ele venceu por finalização no terceiro round com uma guilhotina.

## Cartel no MMA
| Cartel no MMA   |             |            |
| 27 lutas        | 18 vitórias | 9 derrotas |
| Por nocaute     | 11          | 8          |
| Por finalização | 3           | 1          |
| Por decisão     | 4           | 0          |

| Res.    | Cartel | Oponente             | Método                               | Evento                                              | Data       | Round | Tempo | Local                          | Notas                                 |
| ------- | ------ | -------------------- | ------------------------------------ | --------------------------------------------------- | ---------- | ----- | ----- | ------------------------------ | ------------------------------------- |
| Vitória | 18–9   | Kaheem Murray        | Nocaute (soco)                       | 247 FC: Brawl in the Burgh 11                       | 16/04/2022 | 1     | 1:52  | Monroeville, Pennsylvania      |                                       |
| Vitória | 17–9   | Jeremiah Scott       | Nocaute (socos)                      | 247 FC: Brawl in the Burgh 10                       | 05/02/2022 | 1     | 2:21  | Monroeville, Pennsylvania      |                                       |
| Derrota | 16-9   | Jai Hebert           | Nocaute Técnico (Socos)              | UFC Fight Night: Costa vs. Vettori                  | 23/10/2021 | 1     | 2:47  | Enterprise, Nevada             |                                       |
| Derrota | 16-8   | Jamie Mullarkey      | Nocaute (socos)                      | UFC 260: Miocic vs. Ngannou 2                       | 27/03/2021 | 1     | 0:46  | Las Vegas, Nevada              |                                       |
| Derrota | 16-7   | Ottman Azaitar       | Nocaute técnico (socos)              | UFC Fight Night: Waterson vs. Hill                  | 12/09/2020 | 1     | 1:33  | Las Vegas, Nevada              |                                       |
| Vitória | 16-6   | Luis Peña            | Finalização (guilhotina)             | UFC Fight Night: Poirier vs. Hooker                 | 27/06/2020 | 3     | 2:53  | Las Vegas, Nevada              |                                       |
| Vitória | 15-6   | Devonte Smith        | Nocaute Técnico (socos)              | UFC 241: Cormier vs. Miocic 2                       | 17/08/2019 | 1     | 4:15  | Anaheim, Califórnia            | Estreia no UFC; Performance da Noite. |
| Vitória | 14-6   | Adam Ward            | Nocaute (Socos)                      | 247 FC - Brawl In The Burgh                         | 27/07/2019 | 3     | 0:13  | Pittsburgh, Pensilvânia        |                                       |
| Vitória | 13-6   | Joey Munoz           | Decisão (Unânime)                    | 247 FC - Steeltown Throwdown                        | 06/04/2019 | 3     | 5:00  | Canonsburg, Pensilvânia        |                                       |
| Vitória | 12-6   | Tim Cho              | Finalização (mata-leão)              | Pinnacle FC 18 - Pinnacle Fighting Championships 18 | 22/12/2018 | 2     | 0:18  | Pittsburgh, Pensilvânia        |                                       |
| Vitória | 11-6   | Brady Hovermale      | Nocaute Técnico (Socos)              | Made Men Promotions - Rivers Rumble MMA             | 14/07/2018 | 3     | 4:34  | Pittsburgh, Pensilvânia        |                                       |
| Vitória | 10-6   | Michael Roberts      | Decisão (Unânime)                    | Pinnacle FC 16 - Pinnacle Fighting Championships 16 | 24/03/2018 | 3     | 5:00  | Pittsburgh, Pensilvânia        |                                       |
| Derrota | 9-6    | Kyle Nelson          | Nocaute (soco)                       | BTC 1 - Genesis                                     | 27/05/2017 | 1     | 1:03  | Toronto, Ontario               |                                       |
| Derrota | 9-5    | Anthony Retic        | Nocaute (Socos)                      | KOTC - Destructive Intent                           | 23/07/2016 | 1     | 1:06  | Washington, Pensilvânia        |                                       |
| Vitória | 9-4    | Adrian Vilaca        | Finalização (mata-leão)              | GOTC MMA 21 - Holt vs. Pope                         | 04/06/2016 | 2     | 4:48  | Pittsburgh, Pensilvânia        |                                       |
| Vitória | 8-4    | Antonio Castillo Jr. | Nocaute Técnico (Socos)              | Pinnacle FC - Pittsburgh Challenge Series 12        | 25/11/2015 | 3     | 0:14  | Cheswick, Pensilvânia          |                                       |
| Derrota | 7-4    | Matt Bessette        | Nocaute (soco)                       | Classic Entertainment and Sports - CES MMA 29       | 12/06/2015 | 2     | 2:42  | Lincoln, Rhode Island          |                                       |
| Derrota | 7-3    | Billy Quarantillo    | Nocaute Técnico                      | SOFC - Strike Off 4                                 | 28/02/2015 | 2     | 0:10  | Annandale, Virginia            |                                       |
| Vitória | 7-2    | Matt DiMarcantonio   | Nocaute Técnico (socos)              | Pinnacle FC - Pittsburgh Challenge Series 9         | 26/11/2014 | 1     | 4:49  | Canonsburg, Pensilvânia        |                                       |
| Vitória | 6-2    | Anthony Morgan       | Nocaute Técnico (socos)              | Pinnacle FC - Pittsburgh Challenge Series 7         | 24/05/2014 | 2     | 4:52  | Pittsburgh, Pensilvânia        |                                       |
| Vitória | 5-2    | Jacob Butler         | Nocaute (soco)                       | Pinnacle FC - Pittsburgh Challenge Series 6         | 29/03/2014 | 1     | 0:26  | Pittsburgh, Pensilvânia        |                                       |
| Vitória | 4-2    | Reggie Merriweather  | Decisão (Unânime)                    | Pinnacle FC - Pittsburgh Challenge Series 5         | 27/11/2013 | 3     | 5:00  | Pittsburgh, Pensilvânia        |                                       |
| Vitória | 3-2    | Francis Healy        | Nocaute Técnico (socos)              | Pinnacle FC - Pittsburgh Challenge Series 3         | 29/06/2013 | 2     | 0:57  | Pittsburgh, Pensilvânia        |                                       |
| Vitória | 2-2    | Jason Willett        | Decisão (Unânime)                    | Pinnacle FC - Pittsburgh Challenge Series 2         | 20/04/2013 | 3     | 5:00  | Pittsburgh, Pensilvânia        |                                       |
| Derrota | 1-2    | Paul Felder          | Nocaute Técnico (socos)              | Pinnacle FC - Pittsburgh Challenge Series 1         | 29/12/2012 | 1     | 1:10  | Pittsburgh, Pensilvânia        |                                       |
| Vitória | 1-1    | Victer Crenshaw      | Nocaute Técnico (Interrupção Médica) | NAAFS - Caged Fury 18                               | 25/08/2012 | 3     | 3:46  | Charleston, Virgínia Ocidental |                                       |
| Derrota | 0-1    | George Comer         | Finalização (mata-leão)              | NAAFS - Fight Night in the Flats 8                  | 02/06/2012 | 2     | 3:58  | Cleveland, Ohio                | Estreia nos Leves.                    |